# Kelet-Timor a 2016. évi nyári olimpiai játékokon
Kelet-Timor a brazíliai Rio de Janeiróban megrendezett 2016. évi nyári olimpiai játékok egyik részt vevő nemzete volt. Az országot az olimpián 2 sportágban 3 sportoló képviselte, akik érmet nem szereztek.

## Atlétika
Férfi
| Versenyző      | Versenyszám | Előfutam | Előfutam | Előfutam | Elődöntő | Elődöntő | Elődöntő | Döntő   | Döntő    |
| Versenyző      | Versenyszám | Idő      | Hely.    | Össz.    | Idő      | Hely.    | Össz.    | Idő     | Helyezés |
| -------------- | ----------- | -------- | -------- | -------- | -------- | -------- | -------- | ------- | -------- |
| Augusto Soares | 1500 m      | 4:11,35  | 12.      | 40.      | kiesett  | kiesett  | kiesett  | kiesett | kiesett  |

Női
| Versenyző     | Versenyszám | Előfutam | Előfutam | Előfutam | Elődöntő | Elődöntő | Elődöntő | Döntő   | Döntő    |
| Versenyző     | Versenyszám | Idő      | Hely.    | Össz.    | Idő      | Hely.    | Össz.    | Idő     | Helyezés |
| ------------- | ----------- | -------- | -------- | -------- | -------- | -------- | -------- | ------- | -------- |
| Nelia Martins | 1500 m      | 5:00,53  | 13.      | 41.      | kiesett  | kiesett  | kiesett  | kiesett | kiesett  |

## Kerékpározás

### Hegyi-kerékpározás
| Versenyző         | Versenyszám      | Idő        | Helyezés |
| ----------------- | ---------------- | ---------- | -------- |
| Francelina Cabral | Női terepverseny | lekörözték | 28.      |